# 大坂五人衆
大坂五人衆（おおさかごにんしゅう）は、慶長19年（1614年）と慶長20年（1615年）の大坂の陣の際に豊臣方（大坂方）の中心戦力となった5人を指す。

## 概要
豊臣家の集めた牢人であったため、大坂牢人五人衆ともいう。このうち特に3人を大坂三人衆、2人を加え大坂七人衆、大坂七将星ともいう。
基本的に、慶長5年（1600年）の関ヶ原の戦いで西軍につき、敗戦後、牢人になった者たちである。
後藤基次の場合は東軍の黒田長政の家臣であったが、慶長11年（1606年）に出奔し、他家から誘いもあったが長政により奉公構がなされていたため牢人になった。

## 該当者
※西軍の石高は関ヶ原の戦い前のもの
- 大坂三人衆：元・大名格の以下三名
  - 長宗我部盛親：西軍22万石。
  - 真田信繁：西軍3万8千石の真田昌幸（慶長16年（1611年）没）の子。昌幸とは別に1万9千石。
  - 毛利勝永：西軍6万石の毛利勝信（慶長16年（1611年）没）の子。6万石のうち1万石が勝永。
- 大坂五人衆：三人衆＋元・大名の家臣で所領も大名級である以下二名。
  - 明石全登：西軍57万石の宇喜多秀家の家臣。知行は10万石。
  - 後藤基次：東軍18万石→関ヶ原の戦い後52万3千石の黒田長政の元・家臣。知行は1万6千石。
- 大坂七人衆：五人衆＋豊臣家家臣の以下二名。牢人ではないため「大坂牢人七人衆」とはいわない。
  - 大野治房：豊臣家家臣の代表格である大野治長の弟。
  - 木村重成：豊臣秀次の家老だった木村重茲の子。母の宮内卿局は豊臣秀頼の乳母になる。秀頼の乳兄弟であり小姓となる。

## 大坂七人衆の最期

### 概要
慶長20年4月、大坂夏の陣始まる。
5月6日 - 5月7日、重成、基次、信繁戦死。全登、消息不明。
5月8日、大坂城落城。豊臣秀頼、淀殿、大野治長、勝永、自害。治房、消息不明。盛親、大坂城を脱出するものちに捕らえられる。
5月15日、盛親、刑死。

### 詳細
慶長20年（1615年）4月、大坂夏の陣始まる。
5月6日（6月2日）、若江の戦い。木村重成軍、井伊直孝軍と戦い、山口重信を討ち取るなどの活躍をみせるも、木村重成戦死。
八尾の戦い。長宗我部盛親軍、藤堂高虎軍と戦う。盛親は重成戦死を聞き大坂城へ撤退。盛親軍は翌日出陣せず壊滅したと考えられる。
道明寺の戦い。後藤基次軍、奥田忠次を討ち取るなどの活躍をみせるも片倉重長軍などの鉄砲隊に銃撃されるなどし、後藤基次戦死。明石全登、負傷。
5月7日（6月3日）、天王寺口の戦い。真田信繁軍、徳川家康本陣に突撃し家康に迫るも及ばず。真田信繁は安居神社で休息中、越前松平家の西尾宗次に討ち取られる。毛利勝永軍、本多忠朝、小笠原秀政、小笠原忠脩を討ち取り、多くの部隊を打ち破る豊臣方随一の活躍をみせるも大坂城へ撤退。明石全登、松平忠直軍に突撃して突破し消息不明。
5月8日（6月4日）、大坂城落城。豊臣秀頼、淀殿、大野治長自害。毛利勝永は秀頼の介錯を行った後、自害。大野治房消息不明。長宗我部盛親、大坂城を脱出。
5月11日（6月7日）、長宗我部盛親、京都で見つかる。
5月15日（6月11日）、長宗我部盛親、京都の六条河原で斬られる。

## テレビドラマ
2016年のNHK大河ドラマの『真田丸』（主人公：真田信繁（幸村））では、大坂七人衆が全員登場している。
- 長宗我部盛親：阿南健治
- 真田信繁：堺雅人
- 毛利勝永：岡本健一
- 明石全登：小林顕作
- 後藤又兵衛：哀川翔
- 大野治房：武田幸三
- 木村重成：白石隼也